# Кубок Хейнекен 1999/2000
Кубок Хейнекен 1999/2000 — пятый розыгрыш главного клубного турнира в европейском регби. Финальный матч прошёл 27 мая 2000 года на стадионе «Туикенем» в Лондоне.

## Команды
| Франция                                                                       | Англия                                                                                         | Уэльс                                                     | Ирландия                            | Шотландия               | Италия                    |
| ----------------------------------------------------------------------------- | ---------------------------------------------------------------------------------------------- | --------------------------------------------------------- | ----------------------------------- | ----------------------- | ------------------------- |
| - «Стад Франсе» - «Тулуза» - «Бургуэн» - «Коломье» - «Монферран» - «Гренобль» | - «Лестер Тайгерс» - «Бат» - «Лондон Уоспс» - «Сэрасинс» - «Харлекуинс» - «Нортгемптон Сэйнтс» | - «Суонси» - «Лланелли» - «Понтиприт» - «Кардифф» - «Нит» | - «Ленстер» - «Манстер» - «Ольстер» | - «Глазго» - «Эдинбург» | - «Петрарка» - «Бенеттон» |

## Групповой этап

### Группа 1
| Команда          | И | В | Н | П | Попытки + | Попытки - | Разница | Очки + | Очки - | Разница | Турнирные очки |
| ---------------- | - | - | - | - | --------- | --------- | ------- | ------ | ------ | ------- | -------------- |
| «Стад Франсе»    | 6 | 4 | 0 | 2 | 22        | 9         | 13      | 192    | 109    | 83      | 8              |
| «Ленстер»        | 6 | 4 | 0 | 2 | 12        | 17        | −5      | 150    | 138    | 12      | 8              |
| «Глазго»         | 6 | 2 | 0 | 4 | 14        | 23        | −9      | 130    | 179    | −49     | 4              |
| «Лестер Тайгерс» | 6 | 2 | 0 | 4 | 12        | 11        | 1       | 127    | 173    | −46     | 4              |

### Группа 2
| Команда    | И | В | Н | П | Попытки + | Попытки - | Разница | Очки + | Очки - | Разница | Турнирные очки |
| ---------- | - | - | - | - | --------- | --------- | ------- | ------ | ------ | ------- | -------------- |
| «Тулуза»   | 6 | 5 | 0 | 1 | 24        | 5         | 19      | 200    | 73     | 127     | 10             |
| «Бат»      | 6 | 4 | 0 | 2 | 15        | 8         | 7       | 170    | 80     | 90      | 8              |
| «Суонси»   | 6 | 3 | 0 | 3 | 14        | 13        | 1       | 126    | 137    | −11     | 6              |
| «Петрарка» | 6 | 0 | 0 | 6 | 11        | 38        | −27     | 76     | 282    | −206    | 0              |

### Группа 3
| Команда        | И | В | Н | П | Попытки + | Попытки - | Разница | Очки + | Очки - | Разница | Турнирные очки |
| -------------- | - | - | - | - | --------- | --------- | ------- | ------ | ------ | ------- | -------------- |
| «Лланелли»     | 6 | 5 | 0 | 1 | 17        | 8         | 9       | 152    | 86     | 66      | 10             |
| «Лондон Уоспс» | 6 | 5 | 0 | 1 | 16        | 9         | 7       | 163    | 99     | 64      | 10             |
| «Бургуэн»      | 6 | 2 | 0 | 4 | 14        | 14        | 0       | 140    | 162    | −22     | 4              |
| «Ольстер»      | 6 | 0 | 0 | 6 | 4         | 20        | −16     | 71     | 179    | −108    | 0              |

### Группа 4
| Команда     | И | В | Н | П | Попытки + | Попытки - | Разница | Очки + | Очки - | Разница | Турнирные очки |
| ----------- | - | - | - | - | --------- | --------- | ------- | ------ | ------ | ------- | -------------- |
| «Манстер»   | 6 | 5 | 0 | 1 | 19        | 14        | 5       | 188    | 132    | 56      | 10             |
| «Сэрасинс»  | 6 | 3 | 0 | 3 | 24        | 15        | 9       | 206    | 153    | 53      | 6              |
| «Коломье»   | 6 | 2 | 0 | 4 | 13        | 20        | −7      | 144    | 194    | −50     | 4              |
| «Понтиприт» | 6 | 2 | 0 | 4 | 13        | 20        | −7      | 106    | 165    | −59     | 4              |

### Группа 5
| Команда      | И | В | Н | П | Попытки + | Попытки - | Разница | Очки + | Очки - | Разница | Турнирные очки |
| ------------ | - | - | - | - | --------- | --------- | ------- | ------ | ------ | ------- | -------------- |
| «Кардифф»    | 6 | 4 | 1 | 1 | 14        | 13        | 1       | 168    | 141    | 27      | 9              |
| «Монферран»  | 6 | 4 | 0 | 2 | 19        | 6         | 13      | 154    | 85     | 69      | 8              |
| «Бенеттон»   | 6 | 2 | 0 | 4 | 6         | 16        | −10     | 100    | 167    | −67     | 4              |
| «Харлекуинс» | 6 | 1 | 1 | 4 | 8         | 12        | −4      | 120    | 149    | −29     | 3              |

### Группа 6
| Команда              | И | В | Н | П | Попытки + | Попытки - | Разница | Очки + | Очки - | Разница | Турнирные очки |
| -------------------- | - | - | - | - | --------- | --------- | ------- | ------ | ------ | ------- | -------------- |
| «Нортгемптон Сэйнтс» | 6 | 5 | 0 | 1 | 19        | 7         | 12      | 184    | 87     | 97      | 10             |
| «Эдинбург»           | 6 | 3 | 0 | 3 | 13        | 15        | −2      | 110    | 140    | −30     | 6              |
| «Гренобль»           | 6 | 3 | 0 | 3 | 13        | 19        | −6      | 112    | 158    | −46     | 6              |
| «Нит»                | 6 | 1 | 0 | 5 | 13        | 17        | −4      | 128    | 149    | −21     | 2              |

## Жеребьёвка
| № | Победитель группы     | Очки | Попытки | Разница очков |
| - | --------------------- | ---- | ------- | ------------- |
| 1 | «Тулуза»              | 10   | 24      | +127          |
| 2 | «Нортгемптон»         | 10   | 19      | +97           |
| 3 | «Манстер»             | 10   | 19      | +56           |
| 4 | «Лланелли»            | 10   | 17      | +66           |
| 5 | «Кардифф»             | 9    | 14      | +27           |
| 6 | «Стад Франсе»         | 8    | 22      | +83           |
| № | Второе место в группе | Очки | Попытки | Разница очков |
| 7 | «Лондон Уоспс»        | 10   | 16      | +64           |
| 8 | «Монферран»           | 8    | 19      | +69           |
| - | «Бат»                 | 8    | 15      | +90           |
| - | «Ленстер»             | 8    | 12      | +12           |
| - | «Сэрасинс»            | 6    | 24      | +53           |
| - | «Эдинбург»            | 6    | 13      | −30           |

## Плей-офф

### Четвертьфинал
| 15 апреля 2000 г. 13:00 | «Манстер» | 27 — 10 | «Стад Франсе» | «Томонд Парк» Зрителей: 13 400 |
| 15 апреля 2000 г. 13:00 |           |         |               | «Томонд Парк» Зрителей: 13 400 |

| 15 апреля 2000 г. 15:00 | «Лланелли» | 22 — 3 | «Кардифф» | «Стрэйди Парк» Зрителей: 11 000 |
| 15 апреля 2000 г. 15:00 |            |        |           | «Стрэйди Парк» Зрителей: 11 000 |

| 15 апреля 2000 г. 16:15 | «Тулуза» | 31 — 18 | «Монферран» | «Стад Мунисипаль» Зрителей: 37 000 |
| 15 апреля 2000 г. 16:15 |          |         |             | «Стад Мунисипаль» Зрителей: 37 000 |

| 16 апреля 2000 г. 15:00 | «Нортгемптон Сэйнтс» | 25 — 22 | «Лондон Уоспс» | «Франклинс Гарденс» Зрителей: 9 685 |
| 16 апреля 2000 г. 15:00 |                      |         |                | «Франклинс Гарденс» Зрителей: 9 685 |

### Полуфинал
| 6 мая 2000 г. 15:45 | «Тулуза» | 25 — 31 | «Манстер» | «Шабан-Дельмас» Зрителей: 28 000 |
| 6 мая 2000 г. 15:45 |          |         |           | «Шабан-Дельмас» Зрителей: 28 000 |

| 7 мая 2000 г. 15:00 | «Нортгемптон Сэйнтс» | 31 — 28 | «Лланелли» | «Мадейски» Зрителей: 15 118 |
| 7 мая 2000 г. 15:00 |                      |         |            | «Мадейски» Зрителей: 15 118 |

### Финал
| 27 мая 2000 г. 15:00 | «Нортгемптон»         | 9 — 8 | «Манстер»                          | «Туикенем», Лондон Зрителей: 68 441 Судья: Жоэль Дюмэ |
| 27 мая 2000 г. 15:00 | Штрафные: Грейсон (3) | отчёт | Попытки: Уоллес Дроп-голы: Холланд | «Туикенем», Лондон Зрителей: 68 441 Судья: Жоэль Дюмэ |